# دنیس هاجیکادونیک
دنیس هاجیکادونیک (انگلیسی: Dennis Hadžikadunić؛ زادهٔ ۹ ژوئیهٔ ۱۹۹۸) بازیکن فوتبال اهل سوئد است که به صورت قرضی از روستوف در پست مدافع میانی برای باشگاه مایورکا در لا لیگا بازی می‌کند.
وی همچنین در تیم‌های ملی فوتبال زیر ۱۷ سال سوئد, زیر ۱۹ سال سوئد، زیر ۲۱ سال سوئد، و بوسنی و هرزگوین بازی کرده‌است.